# Taphropeltus contractus
Taphropeltus contractus är en insektsart som först beskrevs av Herrich-schaeffer 1835.  Taphropeltus contractus ingår i släktet Taphropeltus, och familjen fröskinnbaggar. Arten är reproducerande i Sverige.